# AaltoAlvari
AaltoAlvari, avant son agrandissement piscine de Jyväskylä (finnois : Jyväskylän uimahalli), est un bâtiment situé sur Seminaarinmäki à Jyväskylä en Finlande,.

## Histoire
La construction de la piscine conçue par Alvar Aalto se termine en 1955. Elle est alors la cinquième piscine de Finlande et n'a qu'un seul vestiaire.
On lui ajoutera par la suite: une piscine pour enfants (1964), une salle de sport (1968) et un bassin de 50 mètres (1975) et un toboggan (1983)..
Le service de spa est construit en 1991.
La dernière rénovation date de 2013.